# 799
سنة 799 م كانت سنة بسيطة تبدأ يوم الثلاثاء (الرابط يظهر نموذج التقويم الكامل للسنة) من التقويم اليولياني. بدأت تسمية السنة ب799 منذ العصور الوسطى المبكرة، عندما أصبح تقويم أنو دوميني هو الأسلوب السائد في أوروبا لتسمية السنوات.

## أحداث
- نهاية الحروب العربية الخزرية في 799 والتي بدأت في 642.

## وفيات
- بولس الشماس
- علي بن زياد من علماء الإسلام في المذهب المالكي وأحد المؤسسين له في المغرب العربي
- موسى الكاظم الامام السابع عند الشيعة